# Desmond A. Williams
Desmond A. Williams (* 19. April 1930 in Dún Laoghaire, County Dublin; † 24. Februar 2006 in Clonskeagh, Dún Laoghaire-Rathdown) war ein irischer römisch-katholischer Geistlicher.

## Leben
Desmond A. Williams empfing nach einem Studium am Holy Cross College in Dublin und an der Päpstlichen Universität Gregoriana am 4. Juni 1955 die Priesterweihe und war daraufhin als Priester in Dublin tätig. Am 14. März 1985 wurde er zum Weihbischof im Erzbistum Dublin sowie zugleich zum Titularbischof von Summa ernannt. Als solcher empfing er am 21. April 1985 die Bischofsweihe durch den Erzbischof von Dublin, Kevin McNamara, dessen Co-Konsekratoren Gaetano Alibrandi, der Titularerzbischof von Binda und Apostolische Nuntius in Irland, sowie Joseph A. Carroll, Titularbischof von Quaestoriana und Weihbischof von Dublin, waren. Am 18. Dezember 1993 trat er als Weihbischof von Dublin zurück, blieb aber bis zu seinem Tode Titularbischof von Summa. Nach seinem Tode wurde Oscar Campos Contreras am 23. Mai 2006 neuer Titularbischof von Summa.